# Judith Lennox
Judith Lennox (eigentlich Judith Elizabeth Lennox-Smith, * 19. Januar 1953 in Salisbury, Wiltshire, Großbritannien) ist eine britische Schriftstellerin.

## Leben
Judith Lennox ist die Tochter eines Chemikers und einer Physikerin. Sie studierte an der Lancaster University, wo sie den Physiker Iain James Smith kennenlernte, den sie 1975 heiratete. Mit ihm hat sie drei Söhne.

## Werk
Judith Lennox veröffentlichte ihren ersten Roman „Reynardine“ 1989. Während die Handlung ihrer frühen Romane vorwiegend im 16. und 17. Jahrhundert angesiedelt ist, verlagerte sie den Schwerpunkt ihrer Darstellung zunehmend auf Großbritannien im 20. Jahrhundert, wobei gesellschaftliche Verwerfungen in Zusammenhang mit dem Zweiten Weltkrieg ein wiederkehrendes Motiv sind. Die meisten ihrer Bücher sind auch in deutscher Übersetzung erschienen.

### Romane
- 1989 Reynardine
- 1991 The Glittering Strand
  - Der späte Sieg der Serafina Guardi, dt. von Georgia Sommerfeld; Droemer Knaur, München 1993, ISBN 3-426-63003-6.
- 1992 Till the Day Goes Down
  - Bis der Tag sich neigt, dt. von Georgia Sommerfeld; Droemer Knaur, München 1997, ISBN 3-426-60666-6.
- 1993 The Italian Garden
  - Der Garten von Schloss Marigny, dt. von Georgia Sommerfeld; Droemer Knaur, München 1996, ISBN 3-426-63016-8.
- 1994 The Secret Years
  - Die geheimen Jahre, dt. von Angelika Felenda; Piper Verlag, München; Zürich 2002, ISBN 3-492-27043-3.
- 1996 The Winter House
  - Das Winterhaus, dt. von Mechtild Sandberg; Kabel, Hamburg 1998, ISBN 3-8225-0477-7.
- 1996 Some Old Lover’s Ghost
  - Tildas Geheimnis, dt. von Mechtild Sandberg; Kabel, München 1999, ISBN 3-8225-0495-5.
- 1998 Footprints on the Sand
  - Am Stand von Deauville, dt. von Mechtild Sandberg; Piper Verlag, München; Zürich 2001, ISBN 3-492-27019-0.
- 1999 Shadow Child
  - Picknick im Schatten, dt. von Mechtild Sandberg; Kabel, München 2000, ISBN 3-8225-0535-8.
- 2001 The Dark-eyed Girls
  - Die Mädchen mit den dunklen Augen, dt. von Mechtild Sandberg; Kabel, München 2002, ISBN 3-8225-0558-7.
- 2003 Written on Glass
  - Zeit der Freundschaft, dt. von Mechtild Sandberg; Kabel, München 2003, ISBN 3-8225-0608-7.
- 2004 Middlemere
  - Das Erbe des Vaters, dt. von Mechtild Sandberg; Piper Verlag, München; Zürich 2004, ISBN 3-492-04649-5.
- 2005 All My Sisters
  - Alle meine Schwestern, dt. von Mechtild Sandberg; Piper Verlag, München; Zürich 2006, ISBN 3-492-04918-4.
- 2007 A Step in the Dark
  - Der einzige Brief, dt. von Mechtild Sandberg; Piper Verlag, München; Zürich 2007, ISBN 978-3-492-05061-6.
- 2008 Before the Storm
  - Das Haus in den Wolken, dt. von Mechtild Sandberg; Piper Verlag, München; Zürich 2008, ISBN 978-3-492-05060-9.
- 2009 The Heart of the Night
  - Das Herz der Nacht, dt. von Mechtild Sandberg; Pendo Verlag, München; Zürich 2009, ISBN 978-3-86612-244-4.
- 2011 Catching the Tide
  - Der italienische Geliebte, dt. von Mechtild Sandberg; Pendo Verlag, München; Zürich 2011, ISBN 978-3-86612-245-1.
- 2012 The Turning Point
  - An einem Tag im Winter, dt. von Mechtild Sandberg; Pendo Verlag, München; Zürich 2012, ISBN 978-3-86612-294-9.
- 2014 One Last Dance
  - Ein letzter Tanz, dt. von Mechtild Sandberg; Pendo Verlag, München; Zürich 2014, ISBN 978-3-86612-295-6.
- 2015 The Jeweller's Wife
  - Die Frau des Juweliers, dt. von Mechtild Sandberg; Pendo Verlag, München; Berlin; Zürich 2016, ISBN 978-3-86612-296-3.
- 2018 Hidden Lives
  - Das Haus der Malerin, dt. von Mechtild Sandberg-Ciletti; Pendo Verlag, München 2018, ISBN 978-3-86612-405-9.
- 2020 The Secrets Between Us
  - Meine ferne Schwester, dt. von Mechtild Sandberg-Ciletti; Pendo Verlag, München 2021, ISBN 978-3-86612-407-3.
- 2023 Summer at Seastone
  - Die Jahre unserer Freundschaft, dt. von Mechtild Sandberg-Ciletti, Lina Robertz und Constanze Wehnes; Piper Verlag, München 2023, ISBN 978-3-492-07120-8.
- 2025 A Perfect Year
  - Die andere Tochter, dt. von Lina Robertz und Constanze Wehnes; Piper Verlag, München 2025, ISBN 978-3-492-07121-5.

## Hörbücher (Auswahl)
- 2012: An einem Tag im Winter. gelesen von Eva Mattes. OSTERWOLDaudio, ISBN 978-3-86952-187-9.
- 2014: Ein letzter Tanz. gelesen von Cathlen Gawlich. OSTERWOLDaudio, ISBN 978-3-86952-283-8.
- 2016: Die Frau des Juweliers. gelesen von Cathlen Gawlich. OSTERWOLDaudio, ISBN 978-3-86952-320-0.